# Бірлаг
Бірський ВТТ (рос. Бирский исправительно - трудовой лагерь, Бирлаг) — підрозділ, що діяв в структурі Головного управління виправно-трудових таборів Народного комісаріату внутрішніх справ СРСР (ГУЛАГ НКВД).

## Історія
Бірлаг виділений в самостійний підрозділ у структурі НКВС СРСР в квітні 1939 року на базі розформованого в тому ж році Дальлагу. Управління Бірлага розташовувалося на станції Біра Далекосхідної Залізниці (нині селище міського типу Біра, Облученський район, Єврейська автономна область). В оперативному командуванні він підпорядковувався спочатку Управлінню виправно-трудових таборів і колоній Управління НКВС по Хабаровському краю (УВТТК УНКВС Хабаровського краю), а пізніше Управлінню таборів лісової промисловості НКВС (рос. УЛЛП НКВД).
Основним видом виробничої діяльності ув'язнених Бірлага була заготівля лісу.
Бірлаг був закритий на початку 1942 року, всі господарства і зобов'язання по виконанню плану передані Буреїнський ВТТ.

## Кількість ув'язнених
- 1.1.1940 — 12 866,
- 1.1.1941 — 12 007,
- 1.1.1942 — 9408.